# Michel Chevreul
Pour les articles homonymes, voir Chevreul.
Michel Chevreul, né le 25 janvier 1754 à Angers et mort le 20 juillet 1845 est un médecin français. Il est le père du chimiste Michel-Eugène Chevreul.

## Biographie
Michel Chevreul commença ses études de médecine dans sa ville natale et fut reçu docteur à Reims en 1777. Il revint l'année suivante à Angers où il fut admis comme maître en chirurgie. Il se spécialisa dans l'art des accouchements et l'enseigna en 1778 avec le titre de professeur. Il ne se contenta pas d'enseigner, il fit également preuve d'un talent d'observateur qui lui permit d'écrire quelques ouvrages tels qu'un "Précis de l'art des accouchements en faveur des sages-femmes et des élèves en médecine" (Paris, 1782) et de nombreux articles, notamment Du seigle ergoté comme moyen de hâter l'accouchement paru en 1826. 
En 1782, il épouse Étiennette Bachelier (1761-1854). De cette union naîtront deux enfants : Étiennette-Suzanne Chevreul (1783-1845) et Michel-Eugène Chevreul (1786-1889).
Décoré de la Légion d'honneur en 1835, il meurt à l'âge de 91 ans le 20 juillet 1845.

## Distinctions
- Chevalier de la Légion d'honneur (1835).